# Arenomydas sentipes
Arenomydas sentipes är en tvåvingeart som beskrevs av Hesse 1969. Arenomydas sentipes ingår i släktet Arenomydas och familjen Mydidae. Inga underarter finns listade i Catalogue of Life.